# 公立病院
公立病院（こうりつびょういん）は、都道府県や市町村などの自治体が運営する医療機関（病院と診療所、歯科診療所）をいう。自治体病院ともいう。（※本来「診療所」「歯科診療所」は病院ではないが、通称ということで含有する）
2021年10月1日時点で、全国で4,375の医療機関を有している

## 概要
自治体病院は、外科、内科、小児科などの幅広い診療科を持ち、地域医療の中核を担っていることが多い。
公立病院は、地方公共団体が条例に基づいて開設、出資、運営しており、原則として地域住民の医療を担う目的で開設されている場合が多い。そのため、公立病院を利用する者はその地域に所属する住民や勤務者が多くなっている。ただし、住民以外であっても利用は可能である。主な特徴は次の通りである。
- 施設の直接の管理・運営責任者は施設長、開設者としての最高責任者は首長となっている場合が多い。
- 病院の予算、決算は、自治体の他の事業と同じように、議会の承認が必要であり、条例に基づいて執行される。そのため、調達や工事などの契約は、地方自治法に基づき財政を取り扱う場合の一般競争入札、指名競争入札、随意契約の事務と同じである。
- 自治体直営の病院のスタッフの身分は、医師、看護師、薬剤師などを含め地方公務員である（ただし、指定管理者、下請事業者等の従業員は除く）が、非公務員型の地方独立行政法人の病院（宮城県立こども病院など）の職員は公務員ではない。

## 自治体病院における諸問題

### 運営（経営）問題
地方自治体の財政難（繰入金を投入しても累積赤字となる状態）や医師不足などに伴って、自治体病院では統廃合や民間への譲渡などの再編が進んでおり、2011年（平成23年）までの過去5年間では、全国の施設数は413（全体の8.3%）減少した。これらには、赤字経営や内科医の全員退職に伴って2011年（平成23年）4月に産業医科大学に譲渡された北九州市立若松病院（北九州市）や、医師不足の深刻化によって2010年（平成22年）10月に診療所に格下げされた大分県立三重病院の例などが含まれる。
背景には医師の開業が増えるとともに、小児救急や産科などで勤務医が不足して診療が縮小、それに伴って病院の収入も減少するという現象があるという。
また、自治体病院の累積赤字は2009年（平成21年）度で2兆1,571億円に上り、その10年前の倍近くに悪化している。自治体病院の経営体質は高コストであることが指摘されており、建設費が民間病院に比べて2-3割高いほか、公務員の給与体系に合わせられていることが多い職員の人件費においては、人件費の高止まりがあり、医療機関としての経営上の問題があるという。
また、公立病院が地方独立行政法人への移行を具体的に考えても、「退職給付引当金の計上」（退職給付引当金の計上は、最大15年間の内で均等に分割計上することが認められているのに対し、地方独立行政法人では分割計上が最大5年間内でしか認められておらず、自治体の財政的負担が短期間に集中してしまう）や「債務超過の解消」（収支の改善や累積欠損金の解消、短期間の多額な財政負担などができず移行できない）がネックとなり、繰越欠損金が積み上がり身動きが取れない状況となっている。

### 他の医療機関への影響
運営面でも記述されているが、自治体病院は人件費が高くなる傾向のため周辺部の民間医療機関と比べ賃金が高くなるなどの競合（民間医療機関から自治体病院への人材流出）問題がある。
また、同一市区町村内に自ら運営する自治体病院と民間病院が共に救急を請け負う医療機関がある場合、同じ市区町村（又は広域市町村圏事務組合）が運営している救急搬送事業は、自ずと自治体病院へと搬送される事例（例：一般的な救急搬送は自治体病院を基本とし、搬送できない場合に民間病院へと搬送する）があり、民業圧迫と受け取りかねない場合がある。
さらに、前述の高コスト・高賃金状態の自治体病院を老朽化やベット数過剰の面から統廃合により大規模化した医療施設を移転・新設した場合（例：各500床の病院2つを800床の1つの病院に整理・統合した場合）、新設により更なるコスト増（兵庫県尼崎総合医療センターの場合、繰入金が統合前の約1.5倍、実質赤字が3倍。年間30億円強の補てんがないと運営できない）や、移転先周辺部の民間医療機関へのダメージ（突然800床の大病院が開設され、今まで地域救急を受け持っていた民間病院への救急患者が全て新設の自治体病院へ流れる）を与え、自治体による民間医療機関への民業圧迫、地域における医療コストの増大となったケースもある。
そのため、2006年（平成18年）に医療法を改正の後、2007年（平成19年）度より社会医療法人という新しい法人類型が創設。そこで、医療法人に地域医療の主役を本格的に担いつつ、医療法人の運営上の知恵を活かし、効率的に取り組めるように「受け皿」をもうけることとなった。